# Rhythm of Love Tour
"Rhythm of Love Tour" es la segunda gira mundial de conciertos de Kylie Minogue. El tercer tour fue más breve que la gira anterior, duró un mes.
Comenzó el 10 de febrero en Perth, el tour pasó a través de Australia y el Sur de Asia, terminó el 10 de marzo en Japón; Europa no se incluyó en la gira.
Kylie cantó los éxitos de sus tres primeros discos y versiones de Help! y Love Train.
Esta vez Kylie cambia de vestuario cuatro veces durante el show. Las presentaciones muestran a una Kylie Minogue más madura, en su forma llamada 'SexKylie'.
La gira fue grabada durante su parada en la ciudad de Melbourne con la intención de publicarse en formato VHS pero el lanzamiento fue cancelado.
En Youtube se puede ver la actuación del tema "Count The Days" grabada profesionalmente , extraída de dicho lanzamiento doméstico que nunca llegó a ver la luz.

## Lista de canciones
1. Step Back in Time
2. Wouldn't Change a Thing
3. Got to Be Certain
4. Always Find the Time
5. Enjoy Yourself
6. Tears on My Pillow
7. Secrets
8. Help
9. I Should Be So Lucky
10. What Do I Have to Do?
11. Je Ne Sais Pas Pourquoi
12. One Boy Girl
13. Love Train
14. Rhythm of Love
15. Shocked
16. Hand on Your Heart
17. Count the Days
18. Locomotion
19. Better the Devil You Know

## Fechas del Tour
| Australia             |               |           |                               |
| 10 de febrero de 1991 | Canberra      | Australia | National Indoor Sports Centre |
| 13 de febrero de 1991 | Perth         | Australia | Perth Entertainment Centre    |
| 15 de febrero de 1991 | Adelaide      | Australia | Parque Memorial Drive         |
| 16 de febrero de 1991 | Melbourne     | Australia | Rod Laver Arena               |
| 18 de febrero de 1991 | Melbourne     | Australia | Rod Laver Arena               |
| 19 de febrero de 1991 | Melbourne     | Australia | Rod Laver Arena               |
| 20 de febrero de 1991 | Melbourne     | Australia | Rod Laver Arena               |
| 22 de febrero de 1991 | Brisbane      | Australia | Brisbane Entertainment Centre |
| 23 de febrero de 1991 | Sídney        | Australia | Sidney Entertainment Centre   |
| 24 de febrero de 1991 | Sídney        | Australia | Sidney Entertainment Centre   |
| 26 de febrero de 1991 | Sídney        | Australia | Sidney Entertainment Centre   |
| 27 de febrero de 1991 | Sídney        | Australia | Sidney Entertainment Centre   |
| Asia                  |               |           |                               |
| 1 de marzo de 1991    | Telok Blangah | Singapur  | Harbour Pavilion              |
| 2 de marzo de 1991    | Bangkok       | Tailandia | Thailand Cultural Centre      |
| 3 de marzo de 1991    | Kuala Lumpur  | Malasia   | Estadio Negara                |
| 4 de marzo de 1991    | Tokio         | Japón     | Tokyo Bay NK Hall             |
| 6 de marzo de 1991    | Osaka         | Japón     | Pabellón Osaka-jō             |
| 8 de marzo de 1991    | Nagoya        | Japón     | Nagoya Rainbow Hall           |
| 10 de marzo de 1991   | Fukuoka       | Japón     | Centro Fukuoka Kokusai        |

- Datos: Q3290754